# 上田 (豊見城市)
上田（うえた）は、沖縄県豊見城市の地名。郵便番号は901-0243。

## 概要
豊見城市役所、サンエーウイングシティー、豊見城郵便局や、豊見城中央病院などもある。近年、豊見城市役所が、翁長から上田に移転した。

## 施設
- 豊見城市役所
- 豊見城郵便局
- 琉球銀行 豊見城支店[3]
- 県営上田団地
- 沖縄銀行 豊見城支店[4]